# こわしたいほど愛されたい
『こわしたいほど愛されたい』（ - あいされたい）は、すもと亜夢による日本の漫画。『少女コミックCheese!』（小学館）において、1996年10月号から1999年5月号まで連載された。単行本は全7巻（絶版）、文庫版全4巻。

## あらすじ
同じクラスの権正は女遊びが激しいことで有名だった。それでも人を惹きつける何かを持っていた。好も例外ではなかった。ある日、「好の初めてのキスも初めてのHもオレがする」と突然言われる。戸惑う好だが、何となく嬉しく思ってしまう。しかし、中学生時代の家庭教師で今でも親交がある直道にそれを阻まれてしまう。直道は自分を心配しているのだと分かっても、権正への気持ちは止められなかった。

## 登場人物
矢嶋 好（やじま このみ）
主人公の高校1年生。さらさらの黒のロングヘアのうぶな少女。
権正 歩（ごんしょう あゆむ）
美形だが、遊び人として有名な人物。強引かつ身勝手な性格で、好きな女は力ずくでもものにする主義。
石田 直道（いしだ なおみち）
好の中学時代の家庭教師。面倒見のいい性格。現在はフリーライター。実は家庭教師をしていた時から好のことが好きだった。
章子（しょうこ）
フリーのカメラマン。直道のことが好き。
桜田 柊（さくらだ しゅう）
好が中学生の頃好きだった先輩。安芸と付き合っているが、彼女にはあまり相手にされず報われない。
安芸（あき）
権正の中学生時代の彼女。現在は暇つぶし程度に桜田と付き合っている。
純也（じゅんや）
他校の生徒。権正と海へ旅行に来ていた好を好きになる。
田川 鮎（たがわ あゆ）
後輩。文化祭の実行委員になり、同じく委員になった権正に色々相談を持ちかける。